# Bräntings
Bräntings är ett naturreservat i Rute socken i Region Gotland på Gotland.
Området är naturskyddat sedan 2013 och är 184 hektar stort. Reservatet består av extremt lågvuxen hällmarkstallskog, alvarmarker med våtmarker i norr och lövrika inägo-marker i söder. 